# Listă de companii de investiții de capital
Aceasta este o listă de companii de private equity:
- 3i Group PLC
- Advent
- AIG
- Blackstone Group
- Carlyle Group (CCC: Carlyle Capital Corporation)
- Cerberus Capital Management
- CVC Capital Partners
- Enterprise Investors
- GED Capital Management
- H&Q Asia Pacific
- Kohlberg & Company
- Kohlberg Kravis Roberts & Co. (KKR)
- Oresa
- Permira
- Platinum Equity
- Providence Equity Partners
- TowerBrook Capital Partners
- Warburg Pincus